# Nashville (Arkansas)
Nashville è una località degli Stati Uniti d'America, capoluogo della contea di Howard, nello Stato dell'Arkansas.